# Регистратор авторских прав
Регистратор авторских прав является директором  бюро регистрации авторских прав США в библиотеке Конгресса Соединенных штатов Америки, как это предусмотрено 17 U. S. С. § 701. Управление ведет реестр авторских прав с 1897 года. Регистраторы назначаются ответственными за работу с авторскими правами в библиотеке Конгресса США.
Функции «регистратора» объектов авторских прав в США выполняет Управление (бюро) по защите интеллектуальных прав собственности в США (Copyright Office) библиотеки Конгресса США.
Хотя наименование должности работника наводит на мысль о его канцелярской работе, регистраторы авторских прав несут ответственность за оформление авторского права и стандарты для регистрации авторского права. Они все чаще отвечают за создание в США авторской политики. Сегодня регистратор отвечает за администрирование процедур нормотворчества, подготовку авторитетной интерпретации некоторых аспектов законодательства США об авторском праве, а также проводит консультирование пользователей библиотеки Конгресса США по правилам об авторском праве в цифровую эпоху. Регистратор также обычно отчитывается перед Конгрессом о применении авторского права и встречающихся политических вопросах.
Первым регистратором авторских прав в США был Торвальд Сольберг. Он занимал эту должность с 1897 по 1930 год. Торвальд Сольберг был известным авторитетом в области авторского права США и сыграл большую роль в разработке и принятии закона Об авторском праве 1909 года в США.
В настоящее время должность регистратора занимает Мария А. Палланте. Она является двенадцатым назначенным регистратором из пятнадцати лиц, служивших в этой должности после выхода на пенсию 31 декабря 2010 года предыдущего регистратора Марибет Петерса. 1 июня 2011 года Палланте была окончательно назначена на эту должность.
Регистрация авторского права в США является юридической формальностью, фиксирующей основные признаки авторского права в государственном архиве. Регистрация не является необходимым условием для защиты авторского права. Преимущества регистрации заключаются в следующем:
- проводится запись в государственном архиве;
- регистрация — необходимое предварительное условием иска о нарушении авторских прав для произведений американского происхождения;
- если процедура регистрации будет пройдена до публикования произведения или в течение 5 лет после него, то факт регистрации будет принят судом в качестве доказательства наличия авторского права и достоверности данных, указанных в свидетельстве о праве, которое является достаточным при отсутствии его опровержения;
- если процедура регистрации авторского права пройдена в течение 3 месяцев после публикования произведения либо до нарушения прав на произведение, то ущерб и гонорар юриста будут включены в сумму иска. В ином случае в сумму иска входят только реально полученный ущерб и упущенная выгода; регистрация авторских прав позволяет владельцу права внести соответствующую запись в учетный реестр Таможенной службы США с тем, чтобы предотвратить импортирование в другую страну экземпляров, нарушающих его авторские права.

## Перечень регистраторов авторских прав в США
- Шира Перлматтер (Shira Perlmutter) 2020—настоящее время
- Карин А. Темпл  (Karyn A. Temple), 2016—2020
- Мария Палланте, 2011—2016
- Марибет Петерс (Marybeth Peters), 1994—2010;
- Барбара Рингер, (и. о.) 1993—1994;
- Ральф Оман, 1985—1993;
- Дональд Карран, (и. о.) 1985;
- Дэвид Лэдд, 1980—1985;
- Барбара Рингер, 1973—1980 — американский юрист, одна из ведущих разработчиков Закона об авторском праве 1976 года;
- Абэ А. Гольдман, (и. о.) 1973;
- Джордж Э. Кэри, 1971—1973;
- Каминстейн, Авраам Льюис, 1960—1971;
- Артур Фишер, 1951—1960;
- Сэм Басс Уорнер, 1945—1951;
- Ричард Кросби Де Вулф, (и. о.) 1944—1945;
- Клемент Линкольн Бувэ, 1936—1943;
- Уильям Линкольн Браун, 1934—1936;
- Торвальд Сольберг, 1897—1930.